# Parque estatal Lagamar de Cananéia
El parque estatal Lagamar de Cananéia (en portugués: Parque Estadual do Lagamar de Cananéia) es un parque estatal en el estado de São Paulo, Brasil.

## Ubicación
El parque estatal Lagamar de Cananéia se encuentra en los municipios de Cananéia y Jacupiranga, São Paulo.
Tiene un área de 40,759 hectáreas.
El parque se encuentra en la región del Valle do Ribeira y contiene parte del complejo de lagunas del estuario Iguape-Cananéia-Paranaguá, uno de los lugares más grandes de reproducción para las especies marinas del Atlántico sur.
Fue reconocido por la UNESCO como zona núcleo de la reserva de la biosfera del Bosque Atlántico, y un sitio del Patrimonio Mundial.
Los delfines Tucuxi ( Sotalia fluviatilis )  se ven a menudo en el complejo del estuario.
El tití león de cara negra ( Leontopithecus caissara ) se encontró en el sector sur del parque en 1990, una especie endémica en peligro crítico en la región.

## Historia
El parque estatal Lagamar de Cananéia es una de las varias unidades de conservación creadas por la ley estatal 12.810 del 21 de febrero de 2008, en la cual el mosaico de Jacupiranga se creó a partir del anterior parque estatal de Jacupiranga y sus tierras circundantes.
El parque es una unidad de conservación totalmente protegida.
Los objetivos incluyen la preservación de los ecosistemas y la diversidad genética, y el apoyo a la investigación científica, la educación ambiental y el ecoturismo.
A partir de 2015, el acceso al parque se restringió a los investigadores, aunque había planes para abrir al público.
A partir de 2022, según la Guía de Áreas Protegidas de São Paulo, el parque está abierto al público todos los días de las 8 a.m. hasta las 5 p.m.